# MG Cars
A MG ou Morris Garages atualmente MG Motor UK Limited é uma fabricante de automóveis britânica, sediada em Longbridge, Birmingham. É desde 2006 uma subsidiária da SAIC Motor UK, empresa com sede em Xangai. Os veículos são vendidos sob a marca originária MG, fundada em 1924 por William Morris e falida em 2006. É amplamente considerada como uma das mais icónicas marcas dos anos 60 e 70, usada por membros da alta sociedade e astros de Hollywood e do cinema francês.
Todos os veículos da MG atualmente são produzidos na China e a MG Motor é a maior importadora de carros fabricados na China, no Reino Unido. A marca retornou ao automobilismo competitivo em 2012 e ganhou o Campeonato britânico de Fabricantes de Veículos de 2014. 

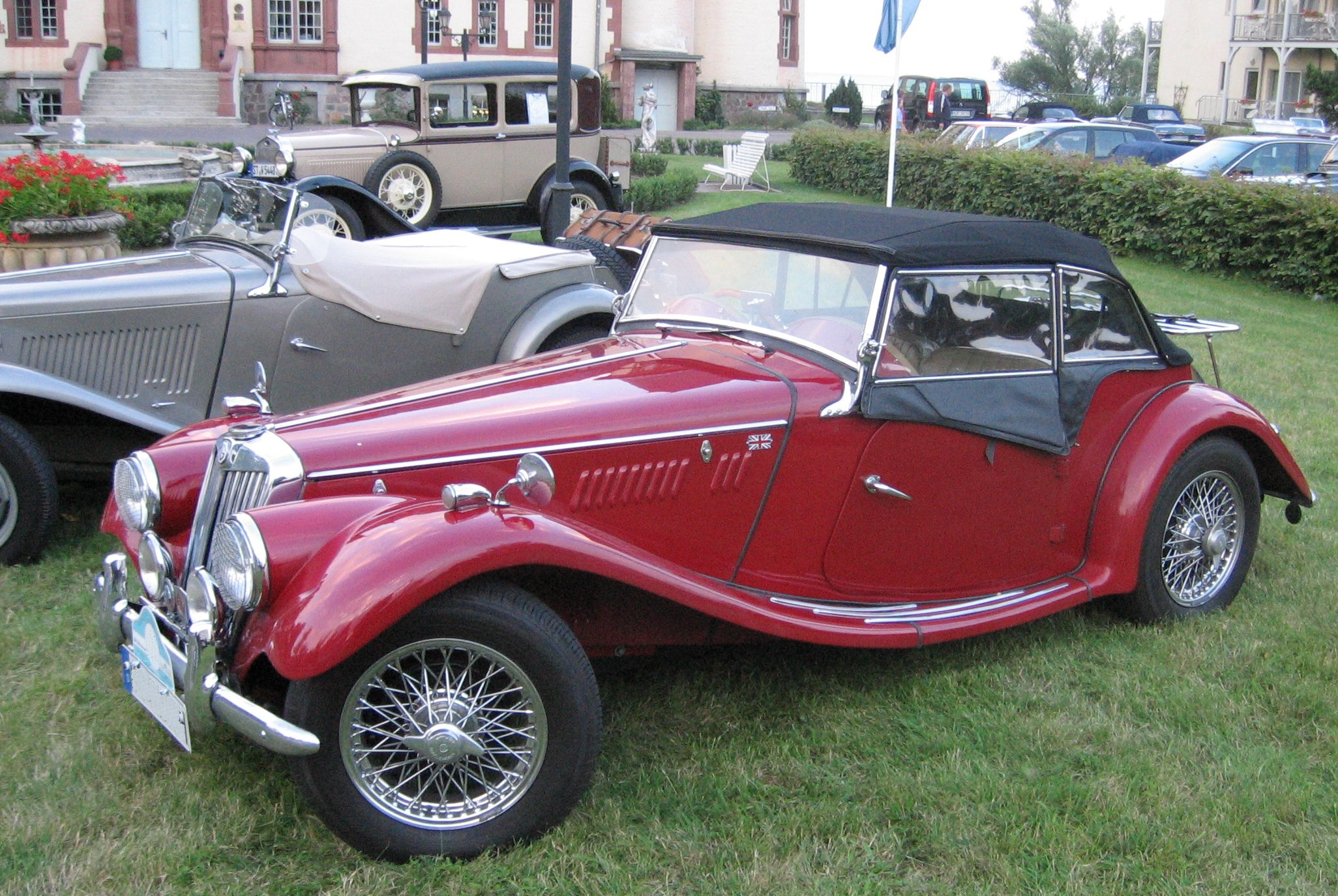
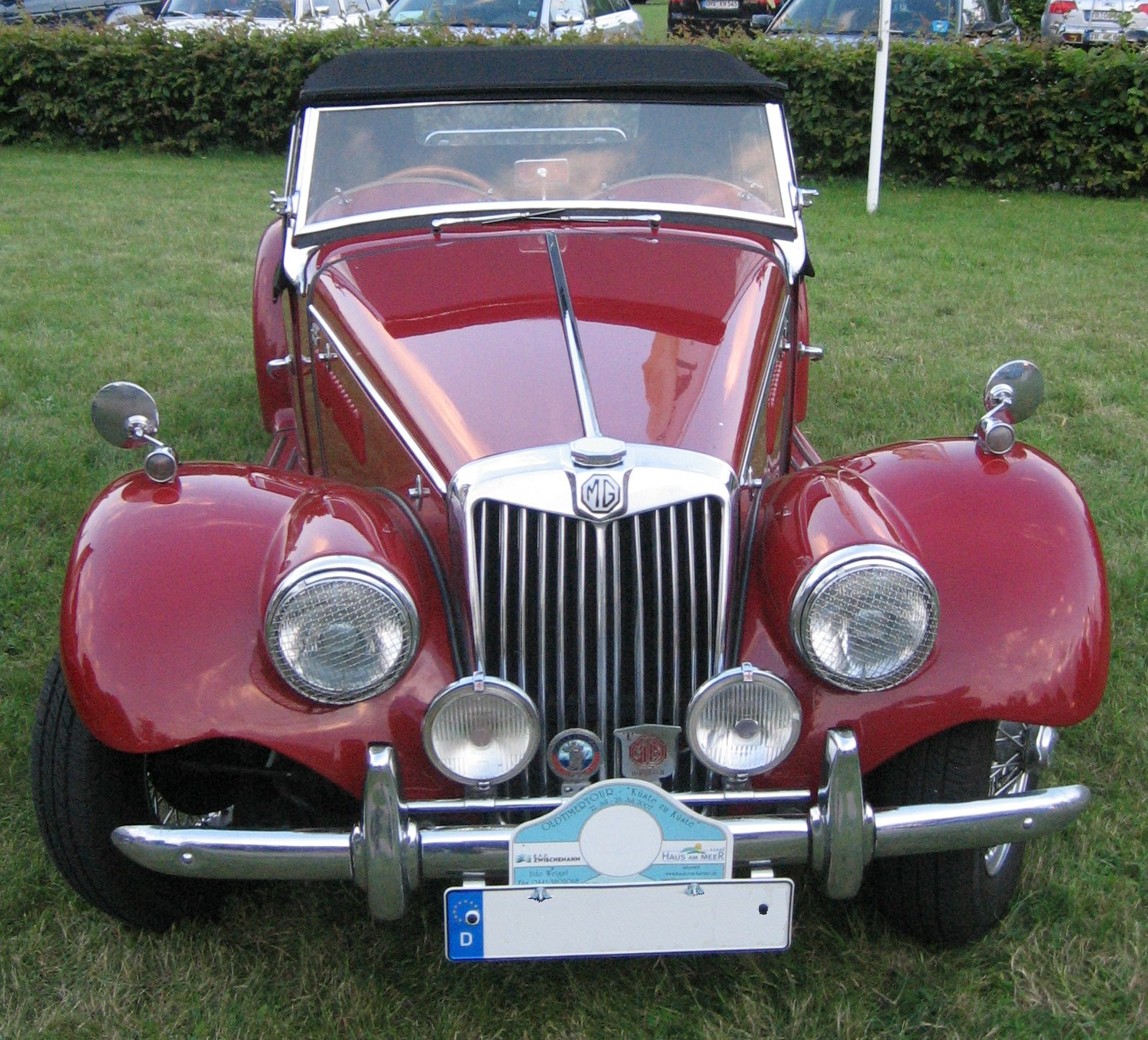
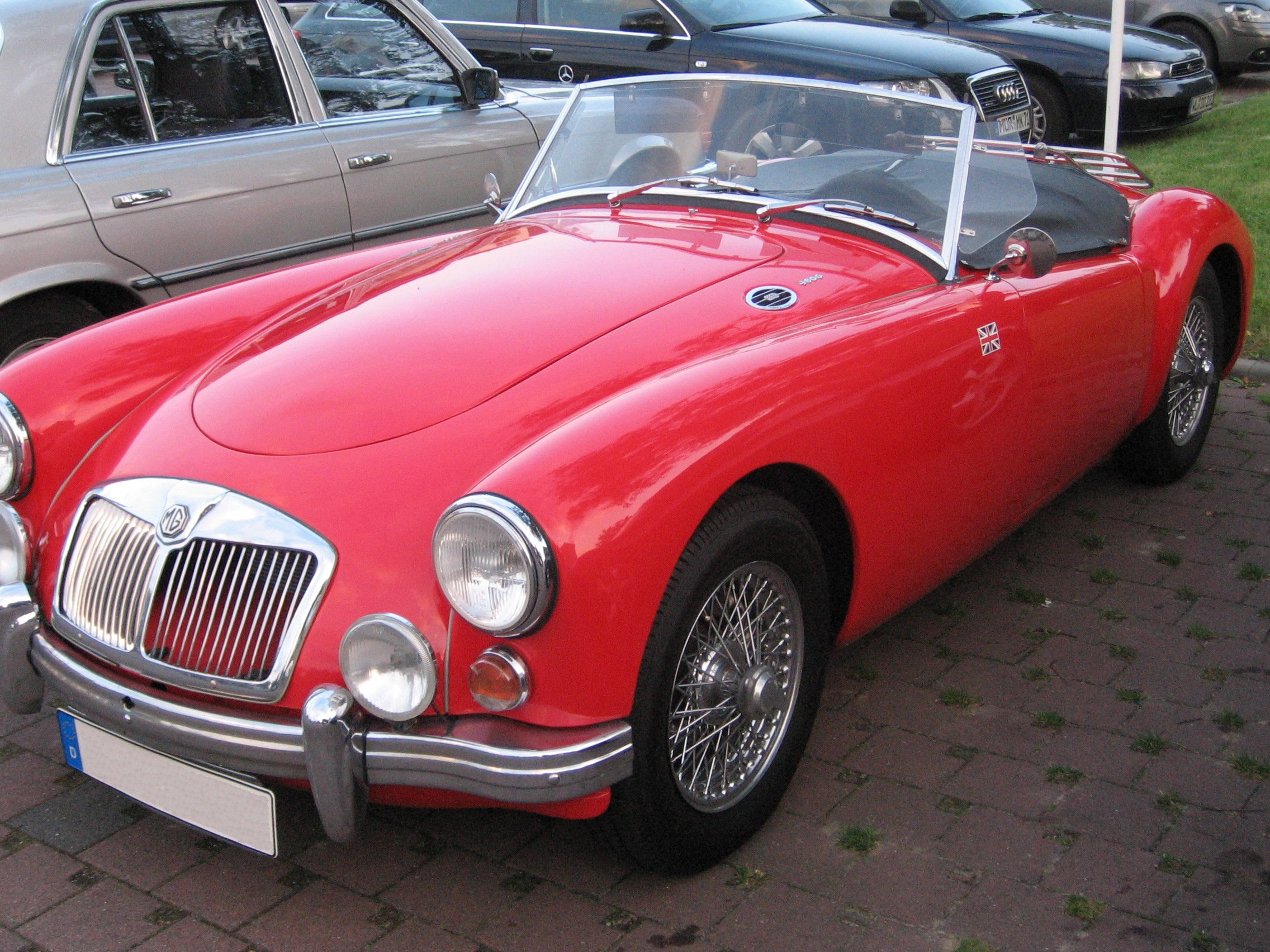
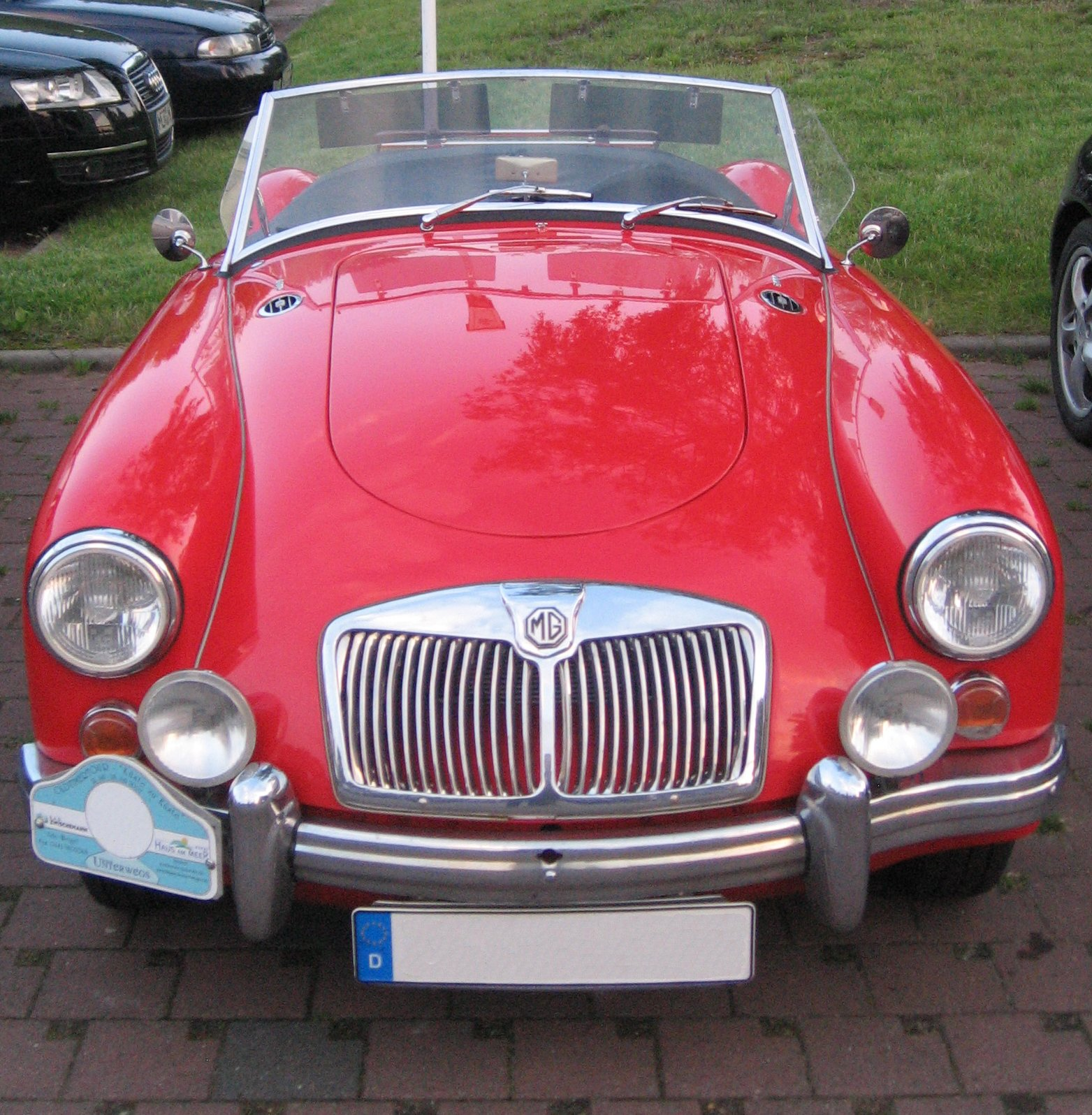
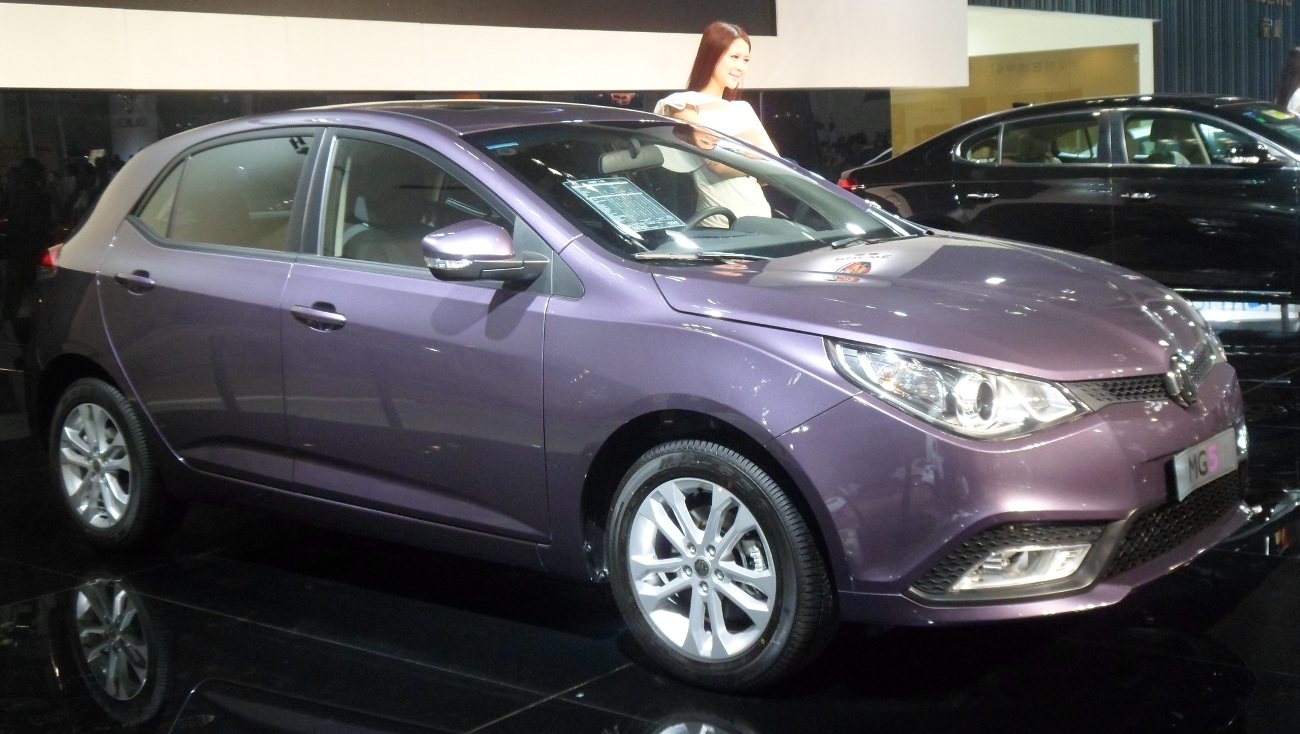
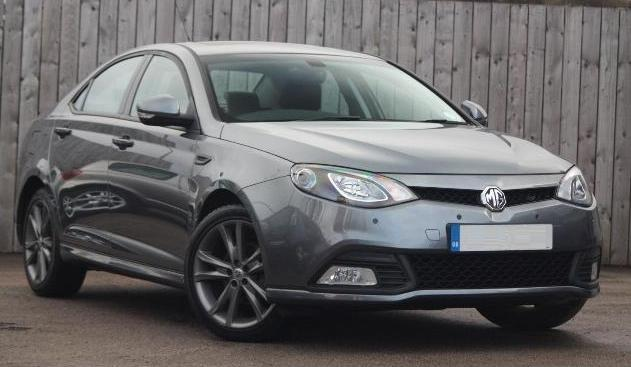
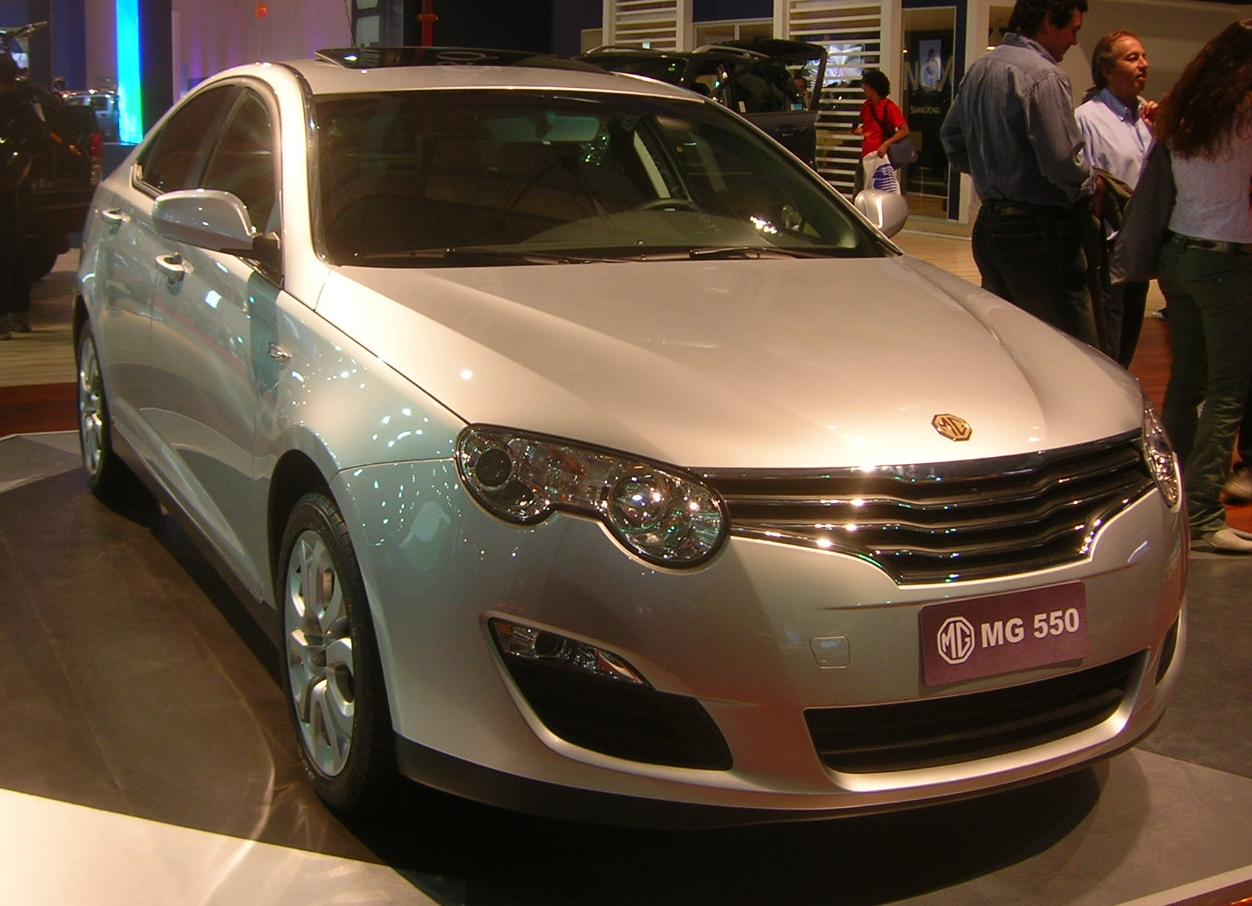
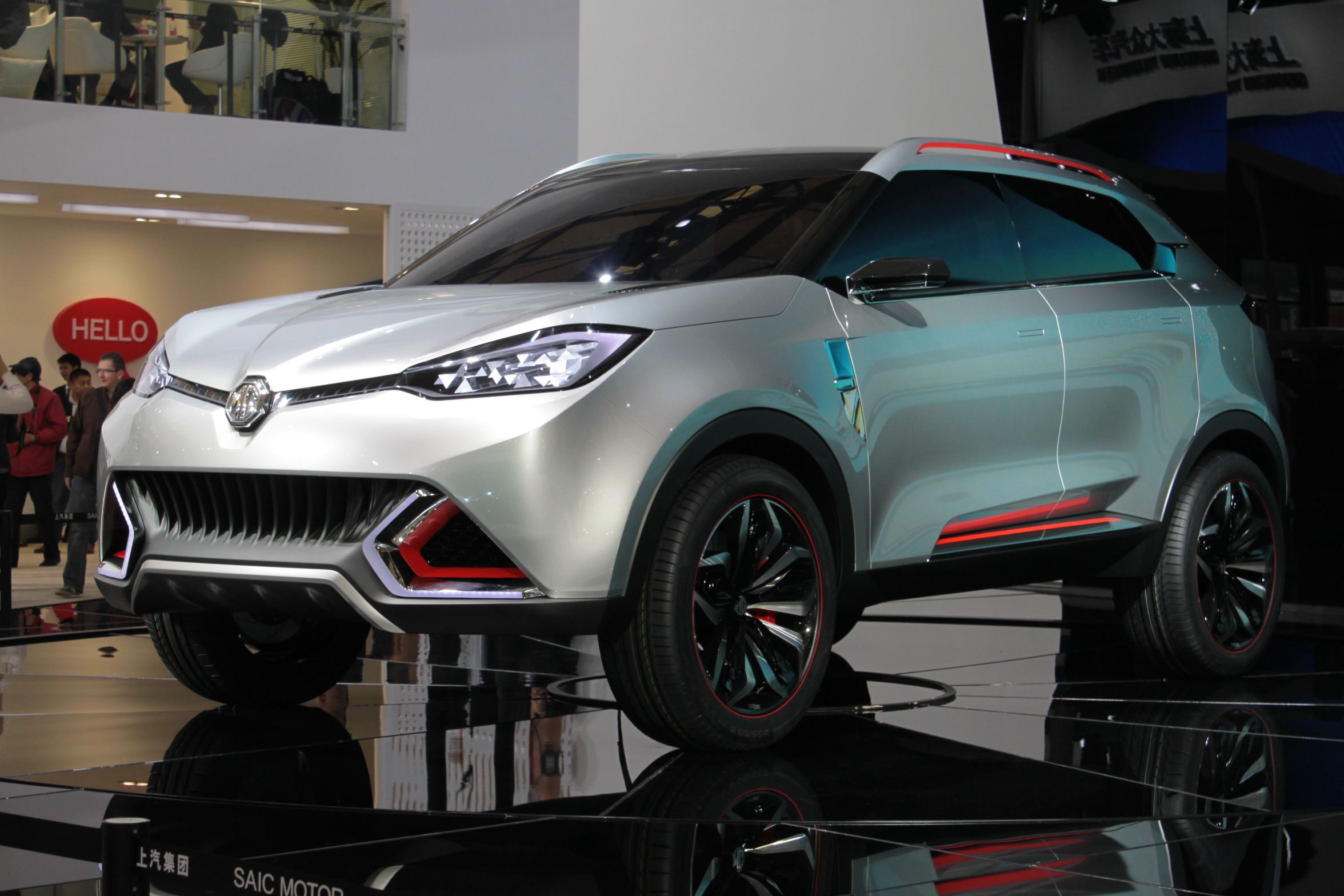